# Revolució ucraïnesa de 2014
La revolució ucraïnesa de 2014, revolució de Maidan o revolució de la dignitat va tenir lloc a Ucraïna el febrer de 2014 al final de les protestes de l'Euromaidan, quan els enfrontaments mortals entre manifestants i les forces de seguretat a la capital ucraïnesa (Kíiv) van culminar amb la destitució del president electe, Víktor Ianukòvitx, l'enderrocament del govern ucraïnès i l'esclat de la guerra russo-ucraïnesa. La revolució és considerada com la Segona Revolució Taronja d'Ucraïna o la Revolució Taronja Continuada.

## Desenvolupament
El febrer de 2013, la Rada Suprema ucraïnesa va aprovar de manera aclaparadora la finalització de l'acord d'Associació del país amb la Unió Europea, després de rebre pressions de Rússia per a que rebutgés qualsevol pacte amb la UE. El 21 de novembre de 2013, diverses protestes van esclatar espontàniament a Kíiv després que el govern d'Ucraïna suspengués els preparatius de la signatura de l'acord d'Associació i del Tractat de Lliure Comerç amb la Unió Europea i optés per estrènyer el vincle amb Rússia i la Unió Econòmica Eurasiàtica.
Al cap de pocs dies, el que havia començat com una protesta contra el rebuig a la signatura de l'acord d'associació amb la UE va desenvolupar en una protesta global contra el president Ianukòvitx i del govern de Mikola Azàrov. En efecte, l'oposició va començar a clamar contra el que consideraven una corrupció generalitzada del govern, contra l'abús de poder, la influència dels oligarques, la brutalitat policial, la violació dels drets humans al país i l'empresonament de la líder de l'oposició, Iúlia Timoixenko, El govern va incrementar la repressió contra les protestes, fet que va incrementar-ne la intensitat i, malgrat que, al gener de 2014, Ianukòvitx va intentar satisfer algunes demandes de l'oposició, aquesta va manifestar que només aturaria les protestes si el president dimitia.
Els aldarulls i la violència van créixer ràpidament i l'oposició va instal·lar un gran campament de protesta i barricades a la plaça de la Independència, al centre de Kíiv, durant l'"Aixecament de Maidan". El 18 de febrer, la revolta s'encenia de nou després de quinze dies de negociacions entre govern i oposició i, al cap de tres dies, Ianukòvitx cedia en la firma d'un acord amb l'oposició per mirar d'asserenar els ànims al carrer. L'acord, però, fou efímer perquè Maidan va rebutjar el pacte. Llavors va esclatar la violència més gran vista fins llavors i una setantena d'opositors van morir a conseqûència dels atacs de la policia i dels trets de franctiradors.
L'endemà, el president Ianukòvitx va fugir de Kíiv, on se'l perseguia judicialment sota l'acusació de ser responsable de la mort dels manifestants, i es va instal·lar, inicialment –posteriorment es desplaçaria a Rússia, a les regions orientals del país, d'alta influència russa i on mantenia suport popular. L'oposició va aprofitar el buit de poder per prendre el Parlament, alliberar l'opositora Iúlia Timoixenko i signar el triomf de la revolució. Pocs dies més tard, Ucraïna va nomenar un govern interí proeuropeu recolzat per grups de centredreta, dreta, centreesquerra i, fins i tot, d'ultradreta, tots més o menys anticomunistes, units contra el poder rus.

## Conseqüències
El nou govern ucraïnès, dirigit primer per Oleksandr Turtxínov i després per Arseni Iatseniuk, va iniciar la destitució dels funcionaris associats al règim enderrocat i la descomunització generalitzada del país. Alhora, es van restaurar les esmenes constitucionals de 2004 i, el 25 de maig, es van celebrar eleccions presidencials, guanyades pel pro-occidental Petrò Poroixenko.
A les regions orientals del país, on bona part de la població tenia més simpaties russòfones, la revolució va ser percebuda com un cop d'estat. Això va fer que alguns governs regionals sol·licitessin l'annexió a Rússia, país que va recolzar aquestes demandes tant a la península de Crimea, territori que es va annexionar el març de 2014 després d'un referèndum considerat il·legal per occident, com a les províncies de Donetsk i Luhansk (el Donbàs), on l'abril següent, hi va esclatar una guerra entre forces prorusses amb suport de l'exèrcit rus i Ucraïna. A més, des de llavors, Rússia ha acumulat tropes a prop de les fronteres d'Ucraïna i, 8 anys més tard, va envair el país.
Segons una enquesta de 2016 de l'Institut Internacional de Sociologia de Kíev, amb una mostra de 2.040 ucraïnesos, el 56% dels enquestats consideraven que els esdeveniments havien estat "revolució popular", mentre que el 34% ho considerava un "cop d'estat armat il·legal".